# Liste der Monuments historiques in Les Artigues-de-Lussac
Die Liste der Monuments historiques in Les Artigues-de-Lussac führt die Monuments historiques in der französischen Gemeinde Les Artigues-de-Lussac auf.

## Liste der Bauwerke
| Bezeichnung   | Beschreibung | Standort | Kennzeichnung | Schutzstatus | Datum | Bild |
| ------------- | ------------ | -------- | ------------- | ------------ | ----- | ---- |
| Kloster Faise |              | (Lage)   | PA00083115    | Inscrit      | 1974  |      |